# Райс, Бейли
Бе́йли Райс (англ. Bailey Rice; 4 октября, 2006) — шотландский футболист, полузащитник клуба «Рейнджерс».

## Клубная карьера
В 2020 году Райс попал в академию клуба «Мотеруэлл», однако через 2 года, отказавшись подписывать профессиональный контракт с клубом, присоединился к «Рейнджерс». 18 февраля 2023 года дебютировал за основную команду клуба, выйдя на замену в матче Шотландского Премьершипа против «Ливингстона».

## Карьера в сборной
Выступал за сборные Шотландии до 16 и до 17 лет.